# St. Bartholomäus (Vrahovice)

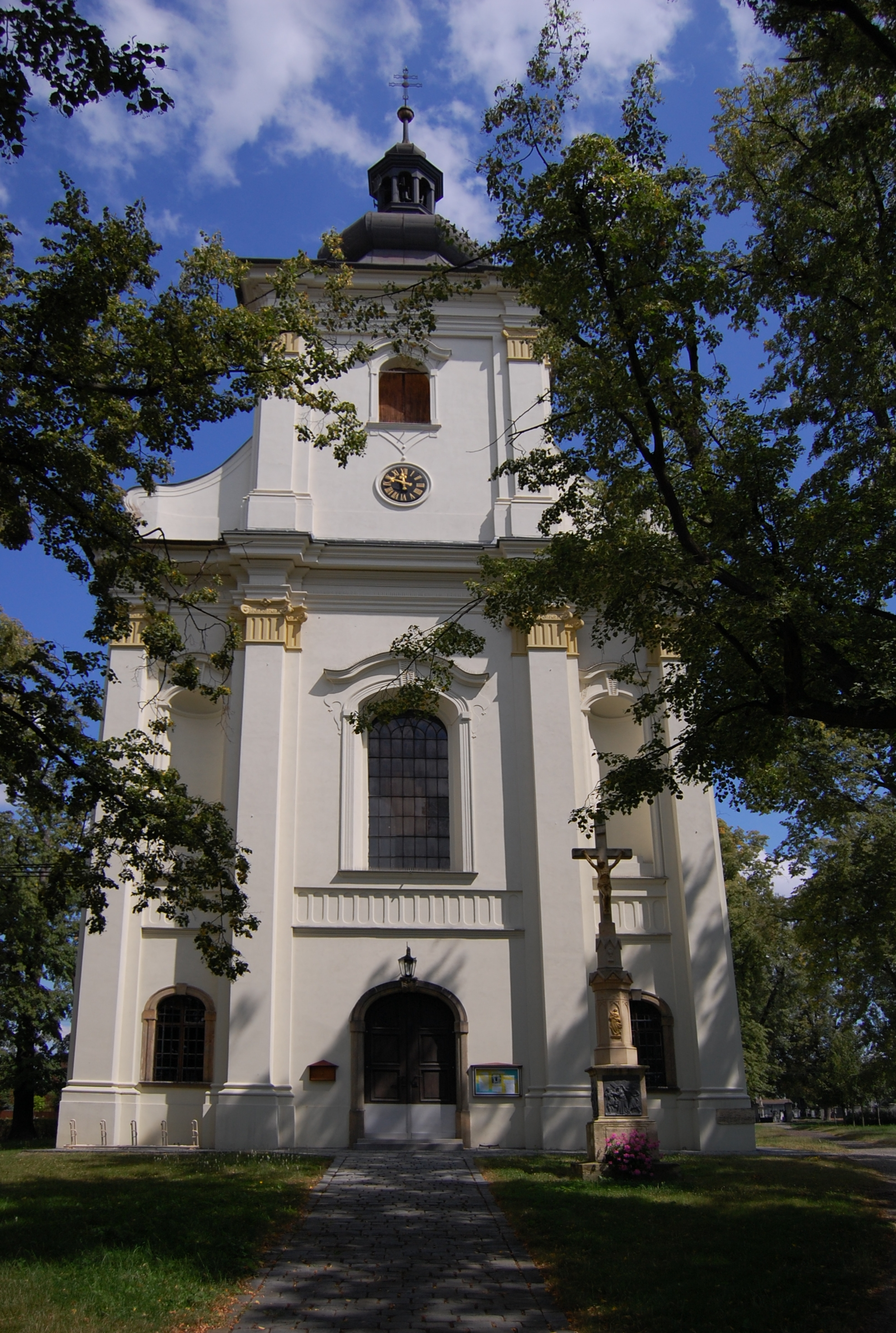
St.-Bartholomäus-Kirche

Die römisch-katholische St.-Bartholomäus-Kirche in Vrahovice in Tschechien ist eine 1831 bis 1836 erbaute barocke Kirche. Sie steht unter dem Denkmalschutz der Tschechischen Republik.
Eine erste Kirche an diesem Platz brannte im 16. Jahrhundert nieder, die zweite erwies sich im 19. Jahrhundert als zu klein. Mit dem Bau der heutigen Kirche wurde im Jahre 1831 begonnen. Sie wurde 1836 vollendet und konsekriert. Das Innere wurde am Ende des 19. Jahrhunderts verändert. In den 1990er Jahren wurde die Kirche renoviert.